# 漷河
漷河，位于山东省西南部，是城河的一条支流，发源于枣庄市山亭区水泉镇，西南流至滕州市西岗镇北满庄汇入城河。全长56公里，流域面积244平方公里。